# Диалло, Зумана
Зумана́ Диалло́ (фр. Zoumana Diallo; родился 2 февраля 2005) — французский футболист, нападающий клуба «Ницца Эспуар».

## Клубная карьера
Когда Диалло начинал заниматься футболом, он тренировался в местной любительской команде «ФКСК06». Проведя там 1 год, он попал в академию «Страсбура».
В сезоне 2021/2022 Зумана играет за команду U-17, которая является одним из лидеров юношеского чемпионата Франции, и является одним из лучших бомбардиров.

## Карьера в сборной
В апреле 2022 года Диалло был вызван в сборную Франции возрастом до 17 лет для участия в чемпионате Европы до 17 лет 2022 года. На том турнире Диалло принял участие во всех матчах своей сборной, за исключением финального, в котором Франция одолела Нидерланды со счётом 2:1.

## Достижения
Сборная Франции (до 17 лет)
- Чемпион Европы до 17 лет: 2022